# Valcanale (Ardesio)
Valcanale [valkaˈnaːle] (Alcanàl [alkaˈnal] o Valcanàl [valkaˈnal] in dialetto bergamasco) è una frazione del comune di Ardesio, nella provincia di Bergamo, che conta circa 250 abitanti. Si trova all'interno del Parco regionale delle Orobie Bergamasche. 
La patrona è Santa Maria Assunta, che si festeggia il 15 di agosto. 

## Geografia fisica
Valcanale è incastonata tra i monti, tra cui il Pizzo Arera e il Monte Secco, entrambi posti nelle Prealpi Orobie. Proprio il monte Secco mette in ombra la frazione nel periodo invernale, all'incirca dal 10 novembre al 9 febbraio.
Dal paese partono molti sentieri che raggiungono vette, laghi, passi e rifugi. Mete frequentate sono il Rifugio Alpe Corte, il rifugio Sempreneve (luogo da cui partivano gli impianti da sci, così chiamato perché non è raro che rimanga neve nella zona anche nella bella stagione), i Laghi Gemelli, il Lago Branchino, il Passo del Re, Zulino, il Rifugio Capanna 2000, il Pizzo Arera e la Corna Piana.
Il paese è frequentato soprattutto in estate, periodo in cui i turisti si ritrovano al "laghetto", un lago artificiale situato a lato di una fitta pineta, che è anche punto di partenza per la maggior parte delle escursioni. Durante l'inverno è frequentato invece da scialpinisti.

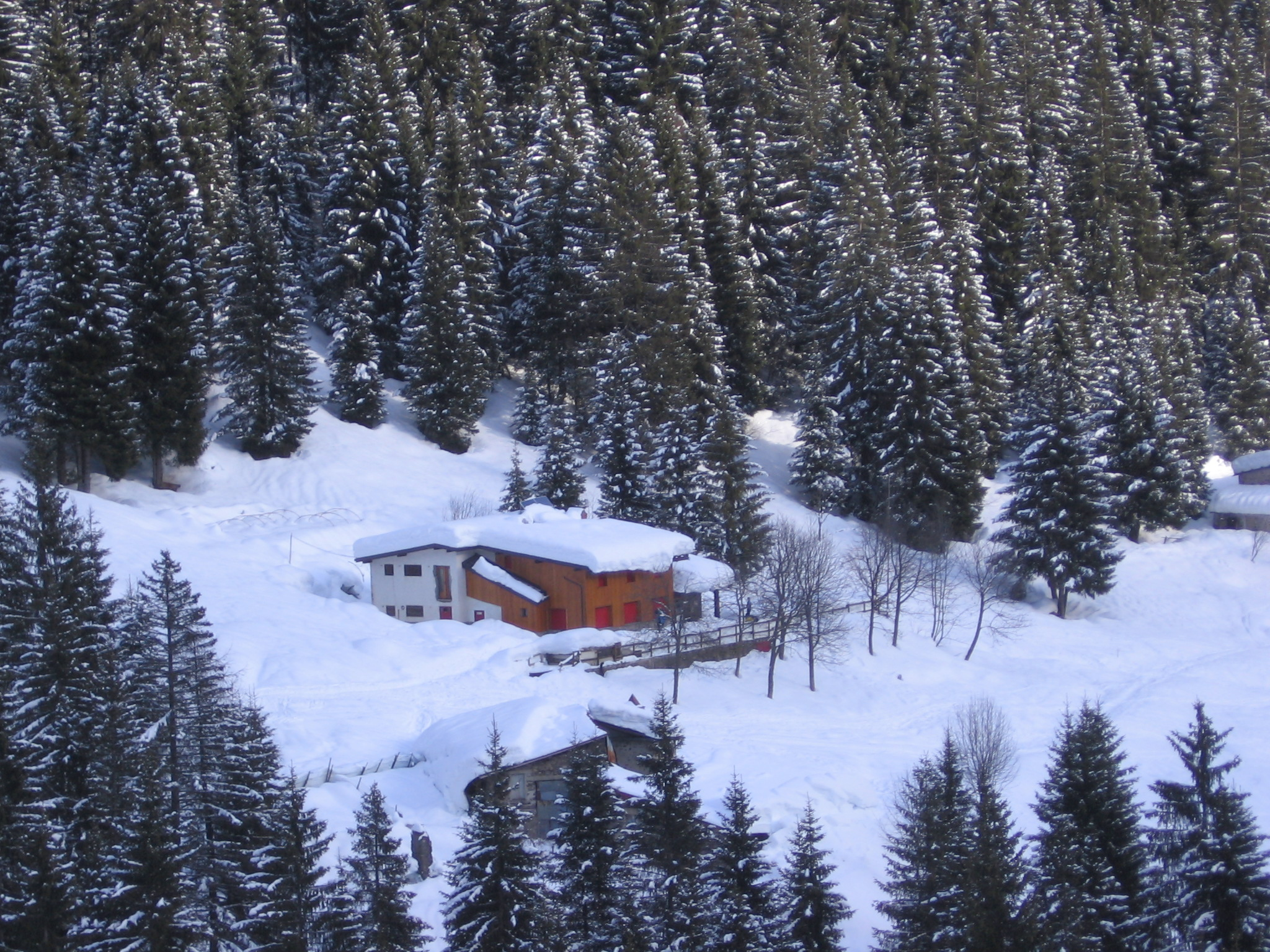
Rifugio Alpe Corte

Il paese presenta tre fonti d'acqua, decretata potabile da una nota azienda nel campo delle acque minerali. I paesani parlano inoltre di una leggenda che riguarda un'altra fonte, a duecento metri sotto il terreno, la cui acqua sarebbe in grado di guarire da qualsiasi malattia, e di una, a maggiore altitudine, molto pesante e "capace di far morire".
Il paese è attraversato dal torrente Acqualina che sfocia poi nel fiume Serio. Il nome della frazione deriva proprio dalla stretta valle a forma di canale che questo torrente ha scavato durante i secoli nella roccia.

## Monumenti e luoghi d'interesse

### Edifici religiosi

#### Chiesa parrocchiale di Santa Maria Assunta
Diversi sono i documenti che testimoniamo l'esistenza di questa chiesa, dalla relazione della visita pastorale del vescovo di Bergamo Vittore Soranzo del 25 agosto 1546, alla descrizione della sua presenza sul territorio di san Carlo Borromeo del 10 settembre 1575. Documentata la visita pastorale del 27 settembre 1602 del vescovo Giambattista Milani, un ulteriore documento ufficiale ne dà la fondazione dal 1604 per terminare il 4 dicembre 1609, quando venne divisa dalla parrocchia di Ardesio. Su questa venne iniziata la costruzione della nuova chiesa nel 1732 terminata nel 1738. La consacrazione avvenne però in tempi più recenti, il 7 luglio 1923, dal vescovo Luigi Maria Marelli.
La chiesa conserva un'icona di pregio di scuola fantoniana risalente al 1726, che raccoglie i 15 misteri del rosario, e le 14 stazioni della via Crucis realizzate da Trento Longaretti, esposte solo dopo l'ultimo restauro del 2005.

## Società

### Costumi
Non esiste un costume vero e proprio, ma durante la processione dedicata a santa Margherita (in agosto) e in occasione di altre festività, le donne del paese si vestono con un maglione e una gonna neri e una camicia e dei guanti bianchi, mentre gli uomini facenti parte della Confraternita di San Giuseppe indossano una tunica bianca, una mantellina rossa e un medaglione di bronzo.

## Geografia antropica
Valcanale ha tre contrade: contrada Babes (un tempo la più popolata), contrada Barenzini e contrada Grini.